# Paul Sauvé Arena
Die Paul Sauvé Arena war eine Mehrzweckhalle in der kanadischen Stadt Montreal, Provinz Québec. Namensgeber war der ehemalige Premierminister der Provinz Quebec Paul Sauvé.

## Geschichte
Die Halle wurde 1960 erbaut. Zwischen 1965 und 1975 war die Halle Schauplatz der Wrestling-Wettkämpfe von Les As de la Lutte, einem Vorgänger von Lutte Internationale. Von 1969 bis 1971 trug das Eishockeyteam National de Rosemont seine Heimspiele in der Halle aus. 1974 entschied das Organisationskomitee der Olympischen Sommerspiele 1976 die Vorrundenspiele im Volleyball im Paul Sauvé Arena auszutragen. Die Kapazität wurde dabei auf 5000 Plätze erhöht. Die Finalrunde fand im Forum de Montréal statt.
Neben Sportveranstaltungen fanden im Paul Sauvé Arena auch Konzerte statt. 1968 traten unter anderem Jimi Hendrix, Cream, Johnny Hallyday und The Animals in der Halle auf. Es folgte 1971 ein Konzert von The Mothers of Invention und 1987 Auftritte von ABBA und Frank Zappa.
Am 15. November 1976 und am 13. April 1981 feierte die Parti Québécois ihre Siege bei der Wahl zur Nationalversammlung von Québec.
Aufgrund geringerer Nutzung in den Folgejahren und gestiegenen Betriebskosten wurde die Halle 1992 abgerissen und auf dem Gelände Wohnungen erbaut.